# Roquepine
Roquepine är en kommun i departementet Gers i regionen Occitanien i sydvästra Frankrike. Kommunen ligger i kantonen Valence-sur-Baïse som tillhör arrondissementet Condom. År 2022 hade Roquepine 36 invånare.

## Befolkningsutveckling
Antalet invånare i kommunen Roquepine
Referens:INSEE